# Bahnhof Leiden Lammenschans
Der Bahnhof Leiden Lammenschans ist ein Bahnhof im Süden der niederländischen Stadt Leiden, gelegen an der Bahnstrecke Woerden–Leiden. Er wird täglich von 4535 Personen (2024) frequentiert.

## Geschichte

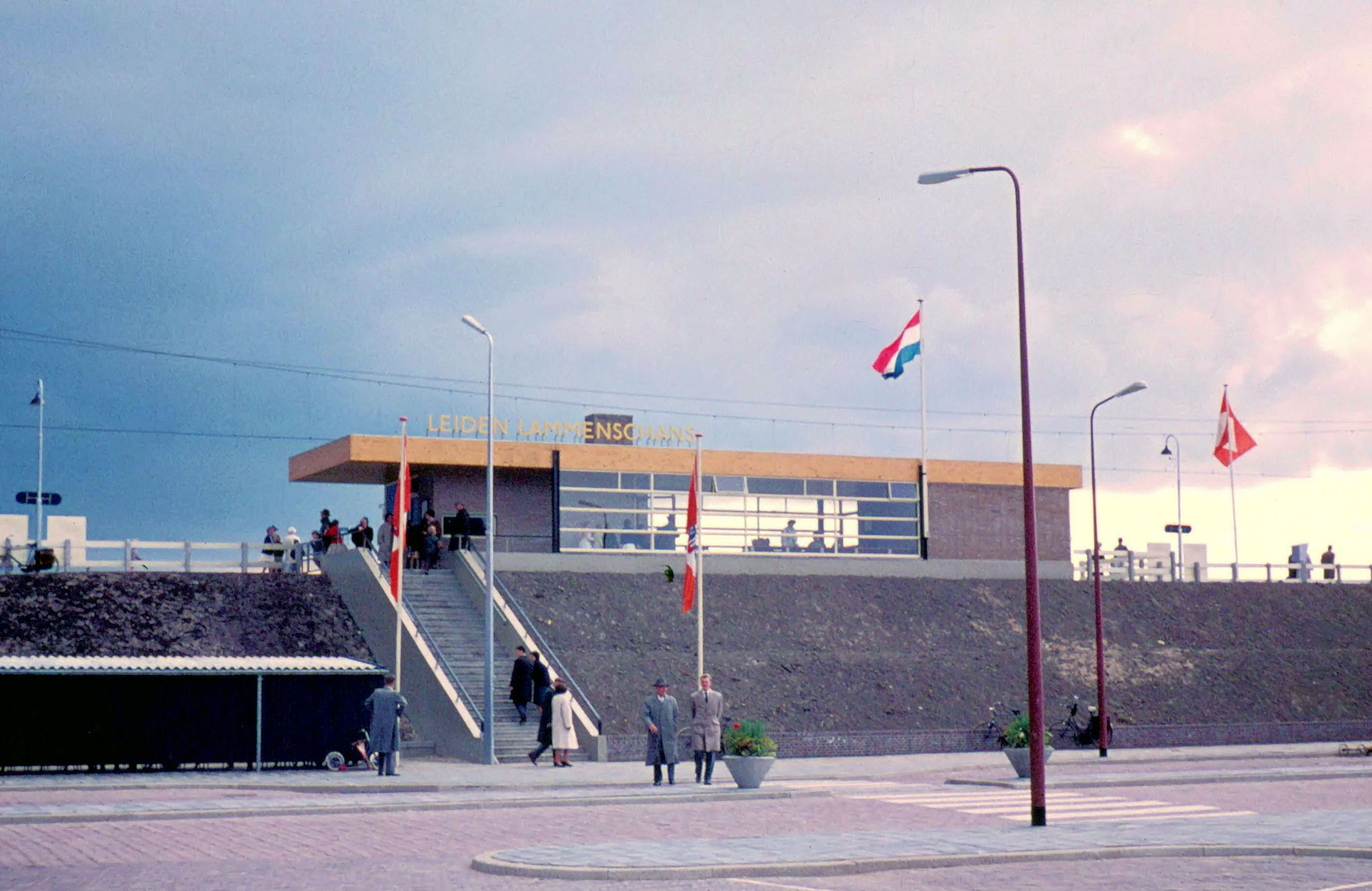
Bahnhof Leiden Lammenschans 1961

Der hoch gelegene Bahnhof beruht auf einem Entwurf des Architekten Koenraad van der Gaast. Er wurde am 18. Mai 1961 eröffnet. Der Bahnhof wird vor allem durch Pendler und Studenten des regionalen Bildungsinstituts ROC Leiden genutzt. In den ersten Betriebsjahrzehnten gab es einen Fahrkartenschalter sowie einen Warteraum im Bahnhof. Sein Areal wurde durch die Nederlandse Spoorwegen an einen Imbissbetreiber vermietet. Fahrkarten können zwischenzeitlich an Fahrkartenautomaten erworben werden. Der Bahnhof hat einen Bahnsteig.

## Züge
Am Bahnhof Leiden Lammenschans halten im Jahresfahrplan 2022 folgende Linien:

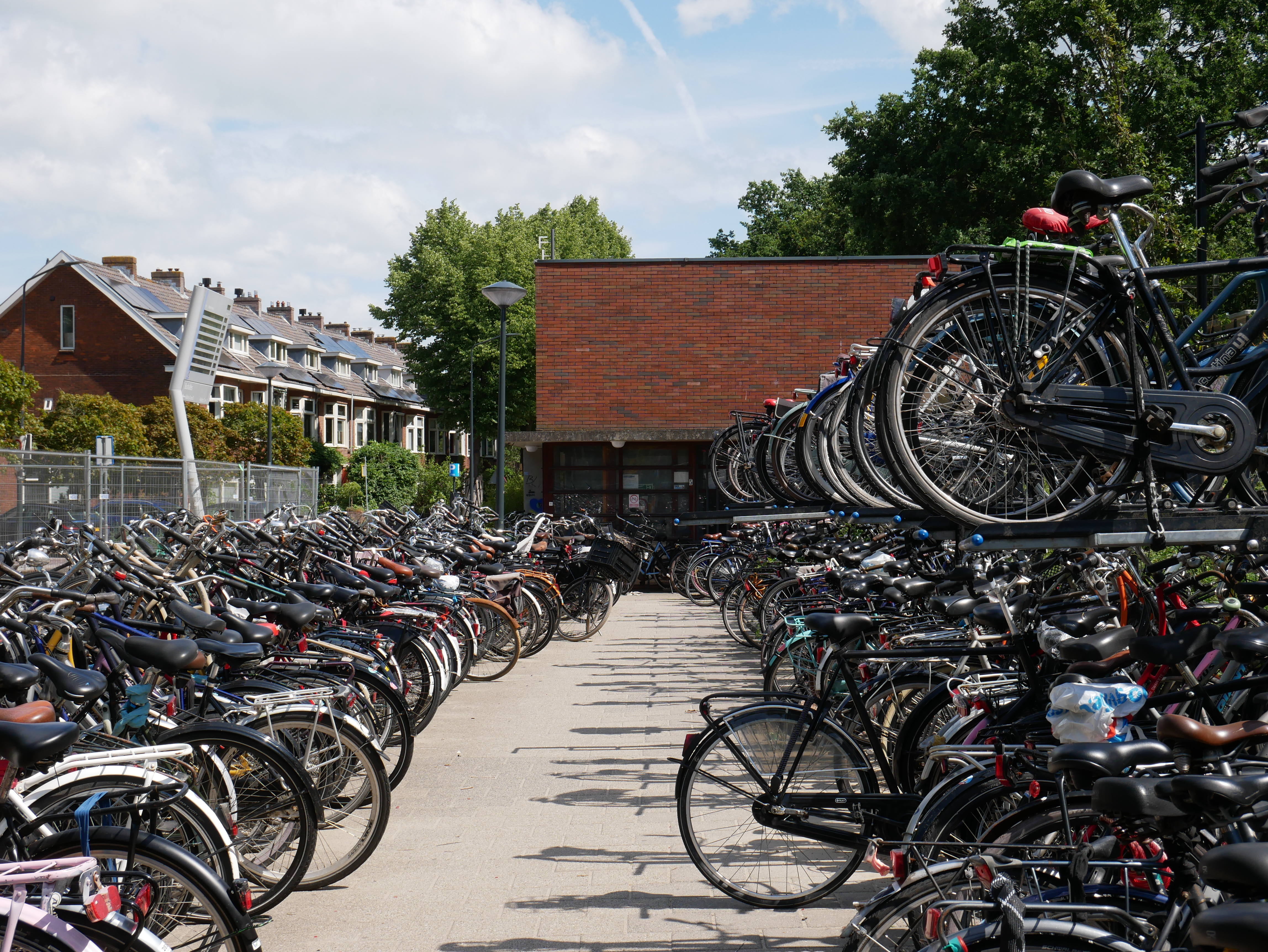
Fahrradabstellanlage am Bahnhof Leiden Lammenschans

| Zugtyp    | Linienverlauf                                                                                                   | Frequenz                                                                                       |
| --------- | --- | ---------------------------------------------------------------------------------------------- |
| Intercity | Leiden Centraal – Leiden Lammenschans – Alphen aan den Rijn – Woerden – Utrecht Centraal                        | halbstündlich                                                                                  |
| Sprinter  | (Leiden Centraal – Leiden Lammenschans – Alphen aan den Rijn –) Woerden – Utrecht Centraal (– Houten Castellum) | halbstündlich (fährt nur in der HVZ die gesamte Strecke; fährt abends und am Wochenende nicht) |

## Umgebung

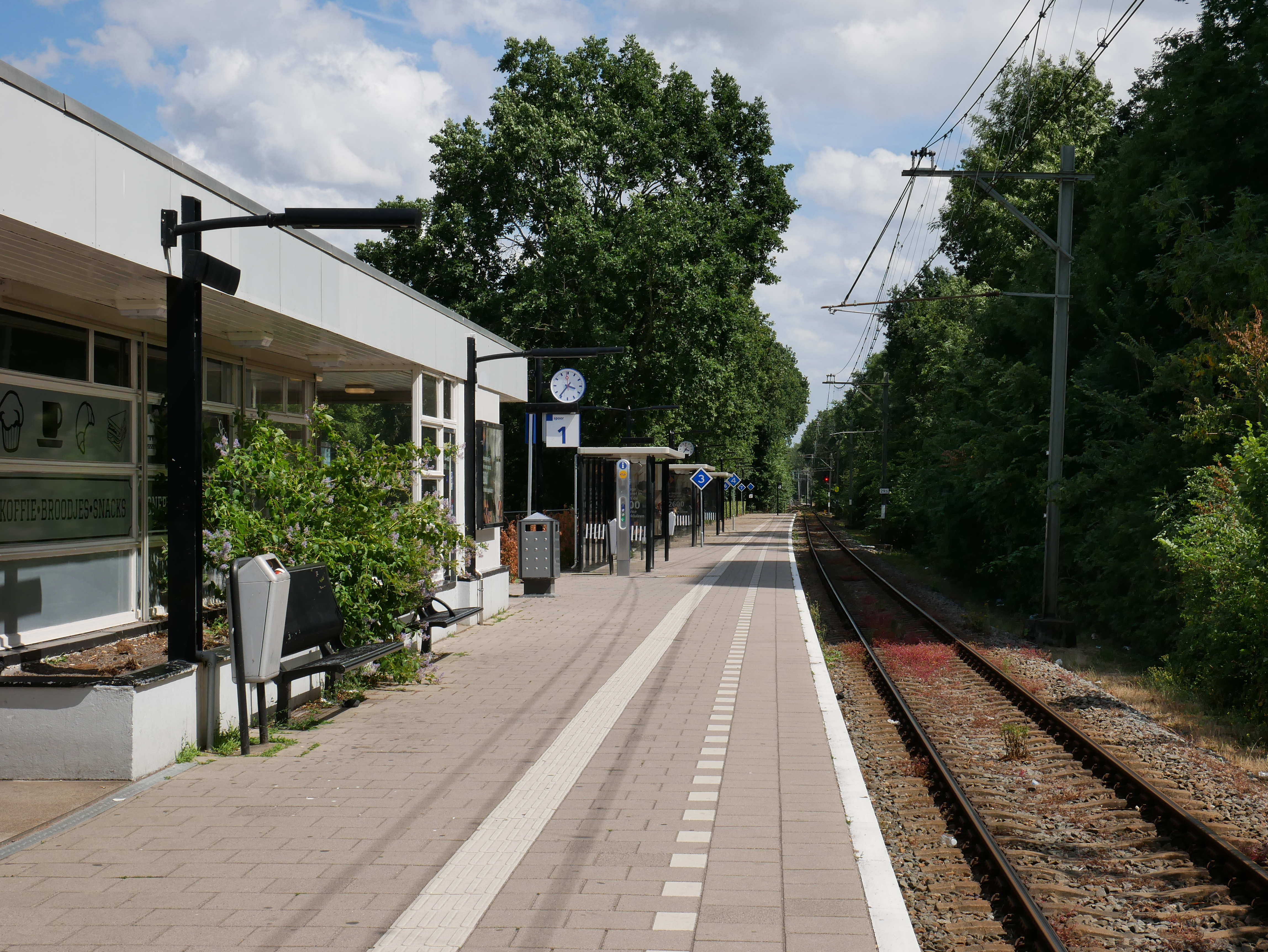
Der Bahnsteig und das Bahnhofgebäude

Unten am Bahnhof gibt es einen Platz, auf dem sich ein kleiner Fahrradabstellplatz sowie eine Bushaltestelle befindet. An der anderen Seite liegt ein Industriegelände. Im Lammenschanspark liegt auch das ROC.

## Übrige Verkehrsmittel
Am Bahnhof halten Busse der Unternehmen Arriva und Veolia.

### Stadsbus (Arriva)
- 1: Station de Vink – Stevenshof – CS – Centrum – Station Lammenschans – Leiderdorp – Rijnland Ziekenhuis
- 2: Station de Vink – Stevenshof – CS – Centrum – Station Lammanschans – Leiderdorp – Rijnland Ziekenhuis – Oranjewijk
- 3: Station de Vink – Fortuinwijk – Station Lammenschans – Centrum – CS – Merenwijk

### Regionsbusse (Arriva)
- 400: Leiden – Zoeterwoude – Zoetermeer

### Spitsbus (Arriva)
- 65: Leiden – Voorschoten – Wassenaar – Den Haag

### Streekbus (Veolia)
- 45: Leiden – Voorschoten – Leidschendam – Voorburg – Den Haag